# Sandro Sukno
Sandro Sukno (Ragusa, 30 de junio de 1990) es un ex-waterpolista croata. Fue un componente de la selección de waterpolo de Croacia, con la que logró medallas en todas las competiciones posibles, incluidos los Juegos Olímpicos.
Se tuvo que retirar en 2019, con sólo 28 años, debido a una operación de corazón.
Desde junio de 2021 es el primer entrenador del Pro Recco italiano.

## Palmarés

### Primorje
- Liga de Croacia de waterpolo masculino (2): 2014, 2015
- Copa de Croacia de waterpolo masculino (3): 2013, 2014, 2015
- Liga adriática de waterpolo masculino (3): 2013, 2014, 2015

### Pro Recco
- Liga italiana de waterpolo masculino (4): 2012, 2016, 2017, 2018
- Champions League (1): 2012
- Liga adriática de waterpolo masculino (1): 2012
- Supercopa de Europa (1): 2015
- Copa de Italia de waterpolo (3): 2016, 2017, 2018

### Jug Dubrovnik
- Liga de Croacia de waterpolo masculino (1): 2019

## Clubes
| Club             | País    | Año         |
| ---------------- | ------- | ----------- |
| VK Jug Dubrovnik | Croacia | ? - 2011    |
| Pro Recco        | Italia  | 2011 - 2012 |
| Primorje         | Croacia | 2012 - 2015 |
| Pro Recco        | Italia  | 2015 - 2018 |
| VK Jug Dubrovnik | Croacia | 2018 - 2019 |